# マッタラ・ラージャパクサ国際空港
マッタラ・ラージャパクサ国際空港（マッタラ・ラージャパクサこくさいくうこう、シンハラ語: මත්තල රාජපක්ෂ ජාත්‍යන්තර ගුවන්තොටුපළ、タミル語: மத்தல ராஜபக்ஷ பன்னாட்டு வான்முகம்、英語: Mattala Rajapaksa International Airport）は、スリランカ南部州ハンバントタ県のマッタラにある国際空港である。県都ハンバントタから北に15kmほどの距離に位置する。コロンボ首都圏のバンダラナイケ国際空港に次ぐ、スリランカ第2の国際空港となるべく開発が進められた。
空港名称は、第6代大統領のマヒンダ・ラージャパクサに由来する。ハンバントタ国際空港 (Hambantota International Airport) とも呼ばれる。

## 沿革

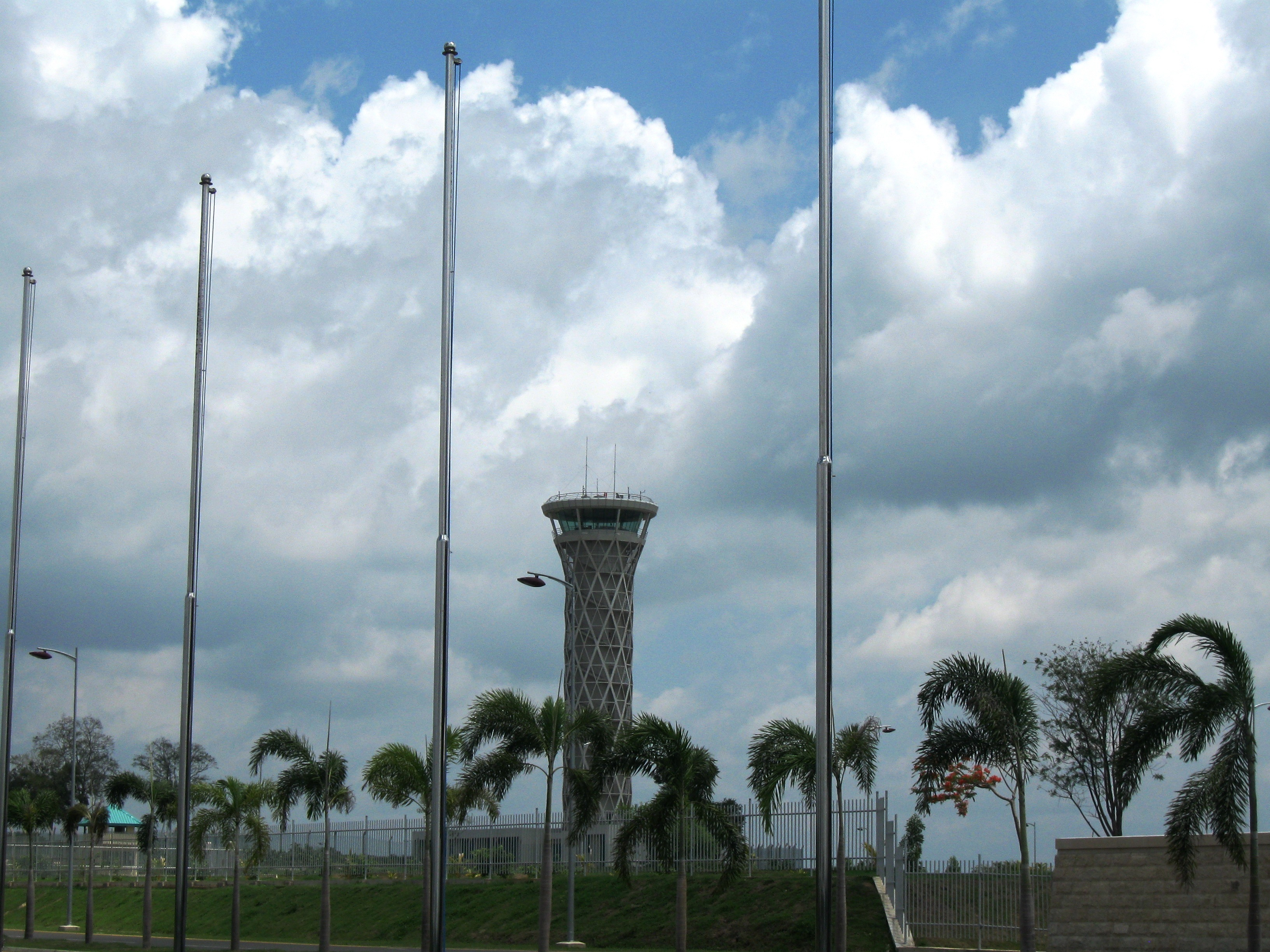
管制塔周辺の風景

スリランカの空の玄関は、これまで1967年に開港したバンダラナイケ国際空港が一手に担っていたが、将来的に同空港のキャパシティが飽和するという見解や代替となる空港が必要となるという判断から、新たに第2国際空港の建設が求められた。建設計画は2009年11月27日にラージャパクサ大統領の承認を受けた。
工事は2010年3月より始まり、2013年3月18日に開港した。建設費は2億900万ドル。建設は中華人民共和国の中国港湾工程が請け負っており、建設に当たっては中国政府から1億9080万ドルの融資が行われた。 2015年を目標に第2期工事も予定されており、最終的には敷地面積2,000ヘクタールの大規模空港となる計画であった。
新空港の開港により、航空産業の拡大や国際貿易、観光業、雇用の活性化が生まれ経済発展への刺激となることが期待されていた。当時世界最大の大きさを誇るエアバスA380旅客機にも対応するよう国際民間航空機関の提言に従った設計で誘導路は2本しかないが両滑走路端に機体転回用ターニングパッドを設置している。
しかし、開業後は2014年5月の収入が僅か1万6千ルピー（約1万5千円）を記録するなど、深刻な経営不振に陥った。ハンバントタ県は、元々ラージャパクサ大統領の地元であり、新空港の建設自体が大統領の意向が強く働いたものであったことから、2015年1月の政権交代により、赤字路線にもかかわらず運航を続けていたスリランカ航空の全線撤退が発表された。2016年には「世界で最も空いている国際空港」などと評価されており、飛行訓練やメンテナンスサービスでの活路が検討されている。
1日1便で利用客数が10人ほどとなり、一部はコメの備蓄倉庫にも利用される状況にあった空港だが、2017年、インド政府が空港事業に出資し、40年間借り受けることが報道された。インド側に空港を利用するメリットや喫緊に利用する計画がないため、空港から自動車で30分ほどの距離にあり、実質的に中華人民共和国が運営するハンバントタ港の機能を牽制する思惑も取り沙汰された。
2018年には、ドバイと結んでいた唯一の定期便が終了し一時期は空港施設が穀物の貯蔵庫なっていた。コロナが流行する直前の2019年10月の1か月間では、出発したフライトは12便、乗客は3人となっている。この空港は別名、「世界一さびしい空港」と呼ばれている。

## 就航路線

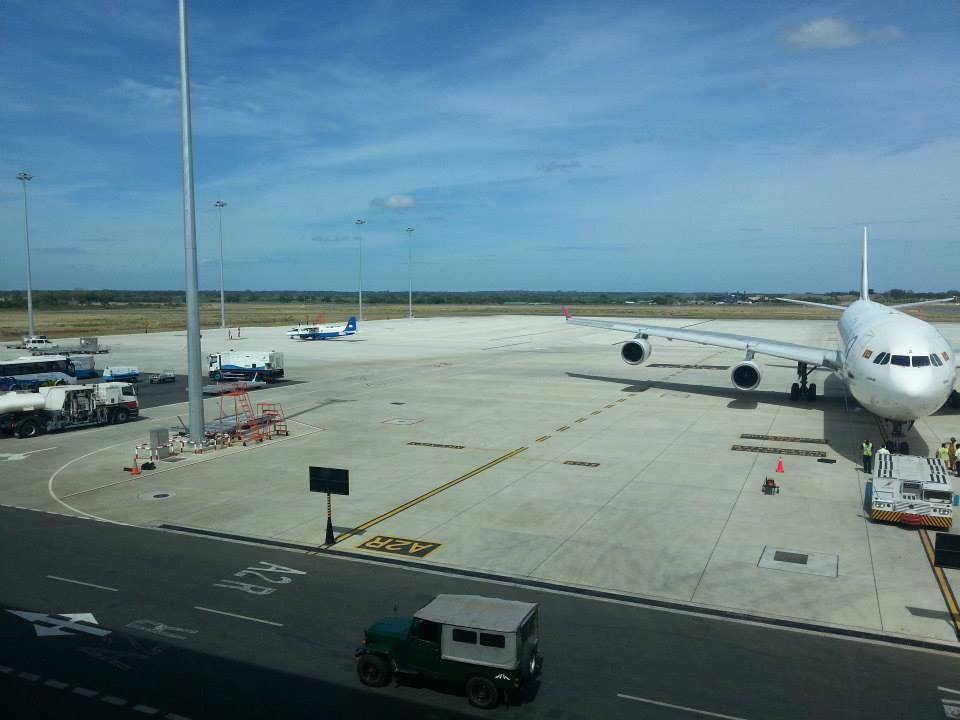
スリランカ航空のエアバスA340-300

以下、2019年時点の情報に基づく。

### 旅客便
| 航空会社       | 就航地                               |
| -------------- | ------------------------------------ |
| フィッツ・エア | チャーター便: ラトゥマラナ空港       |
| シナモン・エア | チャーター便: バンダラナイケ国際空港 |
| ヘリツアーズ   | チャーター便: ラトゥマラナ空港       |

### 貨物便
| 航空会社       | 就航地             |
| -------------- | ------------------ |
| スリランカ航空 | チェンナイ国際空港 |

## トピック
- 2019年3月日本の航空自衛隊入間基地に所在する第2輸送航空隊所属のU-4多用途支援機が訓練飛行でマッタラ・ラージャパクサ国際空港に着陸した[11]。